# Reißleine
Reißleine bezeichnet unterschiedliche Vorrichtungen:
- Rotes Betätigungsorgan eines Reißleinenschalters der Sicherheitstechnik, typisch um Maschinen und Anlagen aus der Entfernung und längs einer Strecke  notfalls anzuhalten.

- Auslösegriff samt kurzem Seil für die händische Einleitung der Öffnung der Packung eines Fallschirms, die danach durch die Luftanströmung im Freifall bis zur Öffnung der Kappe des Hauptschirms fortschreitet

- kurze Leine am Fallschirmpaket, die per Karabinerhaken an einer deckennahen Halterung im Flugzeug eingehängt wird, um rasch nach dem Aussteigen eines Fallschirmspringers zuverlässig die Öffnung des Fallschirmpakets einzuleiten.

- Leine (oder die gesamte Vorrichtung) vom Korb zur Reißvorrichtung mit Reißbahn in der Hülle eines Aerostaten (= Gas- oder Heißluftballon) zum raschen Entlassen des Traggases, etwa nach einer Landung bei Wind

- Sensor, um das Abgehen einer Mure, eines Erdrutsches zu detektieren

Reißleine in einer Redensart:
- „die Reißleine ziehen“ meint Agieren mit dem Ziel eine bedrohliche oder schädliche Entwicklung zu bremsen oder zu stoppen.